# Le Page inconstant
Le Page inconstant est un ballet-pantomime en 3 actes de Jean Dauberval, musique d'Adalbert Gyrowetz, créé en 1786 au Grand Théâtre de Bordeaux.
Dauberval compose une version chorégraphique du Mariage de Figaro de Beaumarchais, pièce interdite à Bordeaux.
En 1805, Jean-Pierre Aumer remonte l'œuvre au Théâtre de la Porte-Saint-Martin, sur une musique d'Henri Darondeau, avant de la faire rentrer au répertoire de l'Opéra de Paris en 1823, pour la retraite d'Émilie Bigottini.